# Temporada 2001 de Fórmula 1
La temporada 2001 de Fórmula 1 fue la 52.º edición del Campeonato Mundial de Fórmula 1 de la historia. Comenzó el 4 de marzo en el Gran Premio de Australia y terminó el 14 de octubre en el Gran Premio de Japón, desarrollándose a lo largo de 17 rondas. Michael Schumacher logró su cuarto Campeonato de Pilotos con casi el doble de puntos del subcampeón, David Coulthard, y Ferrari ganó el de constructores con más de 70 puntos sobre McLaren-Mercedes.

## Resumen
Michael Schumacher comenzó la temporada con una dominante victoria desde la pole en la primera carrera en Australia. Su rival, el finlandés Mika Häkkinen perdió el segundo lugar después de un fallo en la suspensión, colocando segundo a su compañero de equipo David Coulthard, y con el compañero de equipo de Schumacher, Rubens Barrichello, completando el podio. La carrera se vio empañada por la muerte de Graham Beveridge, un juez de pista que fue golpeado por los residuos después de un choque entre Ralf Schumacher y Jacques Villeneuve.

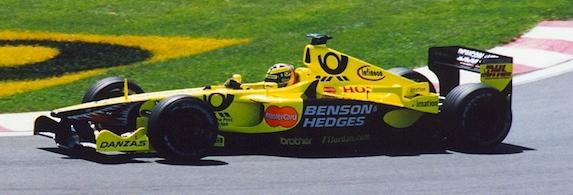
Heinz-Harald Frentzen condujo para el equipo Jordan al inicio de la temporada, pero más tarde lo hizo para el equipo Prost.

Los pilotos de Ferrari, Michael Schumacher y Rubens Barrichello, comenzaron primero y segundo en Malasia respectivamente y mantuvieron sus posiciones en la primera curva, pero en la segunda vuelta comenzó a caer una gran lluvia, por la que los dos coches se salieron de la pista. Después de que paren en boxes para cambiar los neumáticos, los coches de Ferrari se encontraban en el 10.º y 11.º puesto, pero cambiaron a neumáticos intermedios, mientras que todos los demás habían colocado neumáticos de lluvia. Esta estrategia logró que Schumacher y Barrichello pudieran recuperar el primer y segundo puesto. De esta manera, Ferrari completó un 1-2 con Schumacher y Barrichello, mientras que Coulthard fue tercero.
Michael Schumacher estaba en la pole en Brasil, pero una colisión en la primera vuelta, provocó el ingreso del coche de seguridad. Cuando la carrera se reinició, el piloto novato de Williams, Juan Pablo Montoya sorprendió a Schumacher superándolo por el interior de la pista y tomando la punta. Montoya estaba encaminado para una impresionante primera victoria hasta que fue embestido por detrás por el piloto de Arrows, Jos Verstappen, lo que provocó su abandono. Luego comenzó a llover, y después de que todos cambiasen sus neumáticos, Schumacher lideraba la carrera pero Coulthard lo superó en la primera vuelta cuando superaban al rezagado piloto de Minardi, Tarso Marques en una maniobra similar a la realizada por Mika Häkkinen contra Schumacher en Bélgica el año pasado. Coulthard ganó, con Schumacher segundo y el piloto de Sauber, Nick Heidfeld tercero.
La primera carrera "en casa" de Ferrari fue en San Marino, en el que sus rivales de McLaren sorprendieron al clasificarse en las dos primeras posiciones, con Coulthard en la pole. Schumacher fue cuarto detrás de su hermano Ralf, piloto de Williams. Ralf se puso primero superando a los dos McLaren antes de la primera curva, y nunca fue superado. Coulthard se mantuvo cerca de él, y terminó segundo, con Barrichello superando a Mika Häkkinen en las paradas en boxes para finalizar tercero. Michael Schumacher tuvo que retirarse después de un pinchazo.
Después de 4 carreras, Michael Schumacher y David Coulthard estaban empatados en la clasificación con 26 puntos, Barrichello y Ralf Schumacher eran tercero y cuarto con 14 y 12 puntos respectivamente. Häkkinen sólo tenía 4, y era séptimo en la clasificación. En el Mundial de Constructores, Ferrari lideraba con 40, con Mc Laren en segundo lugar con 30. Williams estaba tercero con 12.

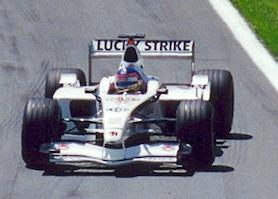
Jacques Villeneuve le dio al equipo BAR su primer podio en el Gran Premio de España.

La próxima cita era en el Gran Premio de España, y fue una dura batalla entre Michael Schumacher y Mika Häkkinen, con el primero liderando las primeras dos partes de la carrera. Durante la segunda parada en boxes, Schumacher tuvo un problema y perdió mucho tiempo, dándole la punta a Häkkinen, que extendía su ventaja hasta medio minuto, ya que Schumacher estaba corriendo con un problema en la suspensión. Irónicamente, fue el coche de Häkkinen, el que cedió primero, fue en la última vuelta por un fallo en el embrague, dándole la victoria a Schumacher. Montoya terminó segundo, y Jacques Villeneuve completó el podio. Coulthard se recuperó logrando terminar quinto.
La sexta ronda fue en Austria, y los dos monoplazas de Williams superaron a Michael Schumacher, quien se encontraba en la pole, en la primera curva. Ralf se retiró con un problema de frenos, y esto Montoya bajo el ataque de Schumacher. Schumacher intentó pasarlo, pero se tocaron y salieron de la pista, volviendo a ella sexto y séptimo. Coulthard tomó la punta al superar a Barrichello en la segunda ronda de paradas, y ganó, mientras que Barrichello tuvo que ceder por pedido de su equipo el segundo lugar a Schumacher en la última vuelta.
La séptima carrera fue en Mónaco, y Coulthard logró la pole, pero se estancó en la parrilla. Esto dejó a los dos Ferraris y Häkkinen para luchar por la victoria, pero cuando el motor de Häkkinen falló en la vuelta 15, los Ferrari lograron un 1-2, con Schumacher ganando por delante de Barrichello. La caída de los McLaren permitió que Eddie Irvine, piloto de Jaguar, consiga un inesperado podio, mientras que Coulthard se recuperó hasta el quinto puesto.

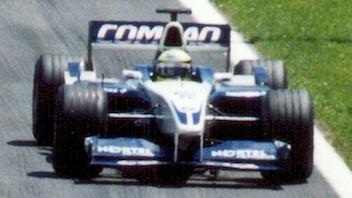
Ralf Schumacher ganó el Gran Premio de Canadá, luego de una fuerte batalla con su hermano, Michael.

La carrera en Canadá fue una batalla entre los hermanos Schumacher, Michael logró la pole y pudo mantenerla en la primera curva. Ralf, sin embargo, logró superarlo, y cuando su hermano se detuvo, aumentó el ritmo con una serie de vueltas rápidas, y llegó con cinco segundos de ventaja. Ralf navegó hacia la victoria con su hermano, lo que es la primera vez que los hermanos terminan primero y segundo en una carrera, y Häkkinen terminó tercero, siendo este su primer podio de la temporada. Coulthard estaba tercero cuando su motor falló a 15 vueltas del final, provocando su retiro.
Con casi la mitad de la temporada completa, Michael Schumacher tenía 58 puntos y lideraba el campeonato con una ventaja de 18 puntos sobre Coulthard, sobre todo por los resultados en las carreras séptima y octava. Coulthard, tenía 16 puntos de ventaja sobre Barrichello, quien tenía 24 puntos y 18 sobre Ralf, quien tenía 22. Häkkinen era quinto con 8. En el Mundial de Constructores, Ferrari con 82 puntos tenía una enorme ventaja sobre McLaren, que tenía 48. Williams era tercero con 28.
La próxima carrera, el Gran Premio de Europa, fue toda de los hermanos Schumacher, con Michael logrando su séptima pole de la temporada, por delante de su hermano. Mantuvieron sus posiciones en la largada, y Ralf pudo mantenerse segundo durante el primer stint. Sin embargo, al pisar la línea blanca tras su primera parada, recibió una penalización de 10 segundos, que lo dejó fuera de la competición. Esto dejó a Michael Schumacher camino a una nueva victoria, con Montoya segundo y Coulthard tercero. Ralf, incluso con su penalización fue capaz de obtener el cuarto lugar por delante de Barrichello y Häkkinen.
En el Gran Premio de Francia, los hermanos Schumacher comenzaron primero y segundo otra vez, pero esta vez era Ralf quien logró la pole, la primera de su carrera. Ralf mantuvo su ventaja en el comienzo, pero su hermano logró pasarlo en la primera ronda de paradas y luego se alejó. Coulthard, que había comenzado tercero estaba en la pelea hasta que pisó la línea blanca al salir de boxes y recibió una pena de 10 segundos. Montoya estaba con un ritmo rápido, y podría haber peleado con su compañero de equipo por el segundo lugar si su motor no hubiese explotado. Schumacher ganó con comodidad sobre su hermano Ralf, con Barrichello delante de Coulthard en el tercer lugar.

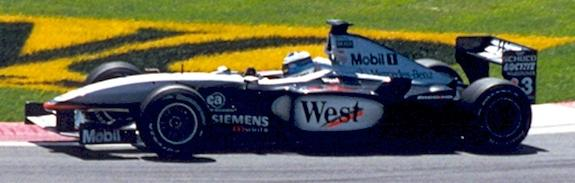
Mika Häkkinen completó su última temporada en la Fórmula 1 obteniendo dos victorias, en el Reino Unido y en los Estados Unidos.

Michael Schumacher logró la pole para el Gran Premio Británico y la mantuvo en la primera curva, pero Häkkinen, que estaba en una estrategia de dos paradas lo pasó en la quinta vuelta. Häkkinen nunca miró hacia atrás y dominó la carrera para lograr su primera victoria del año. Schumacher, cuya estrategia no funcionó bien, estaba más de medio minuto atrás en el segundo, y Barrichello completó el podio.
El fin de semana del Gran Premio de Alemania fue dominado por el equipo Williams, con sus conductores largando desde la primera fila, con Montoya logrando la primera pole de su carrera. Montoya aprovechó su pole para crear una ventaja en el comienzo, y estaba a punto de ganar hasta que su motor explotó. Esto le permitió a Ralf quedarse con la victoria, Barrichello obtuvo el segundo puesto y Villeneuve consiguió su segundo podio de la temporada con el tercer lugar, ambos capitalizando el retiro de Michael Schumacher por un problema en la presión de combustible, y el retiro de los dos McLaren por fallos de motor.
Michael Schumacher tenía ahora nada menos que 84 puntos, y parecía inevitable que iba a ganar el campeonato. Una victoria en la próxima carrera, en Hungría, sería suficiente. Coulthard estaba en el segundo lugar con distantes 47 puntos, y Ralf Schumacher con 41 y Barrichello con 37 estaban pisándole los talones. Häkkinen y Montoya eran quinto y sexto con 19 y 15 puntos respectivamente. En el Mundial de Constructores, Ferrari era el mejor con 121 puntos en comparación con los 66 de McLaren y un 1-2 en Hungría le permitiría a la escudería italiana alzarse con el título. Williams era tercero con 56.

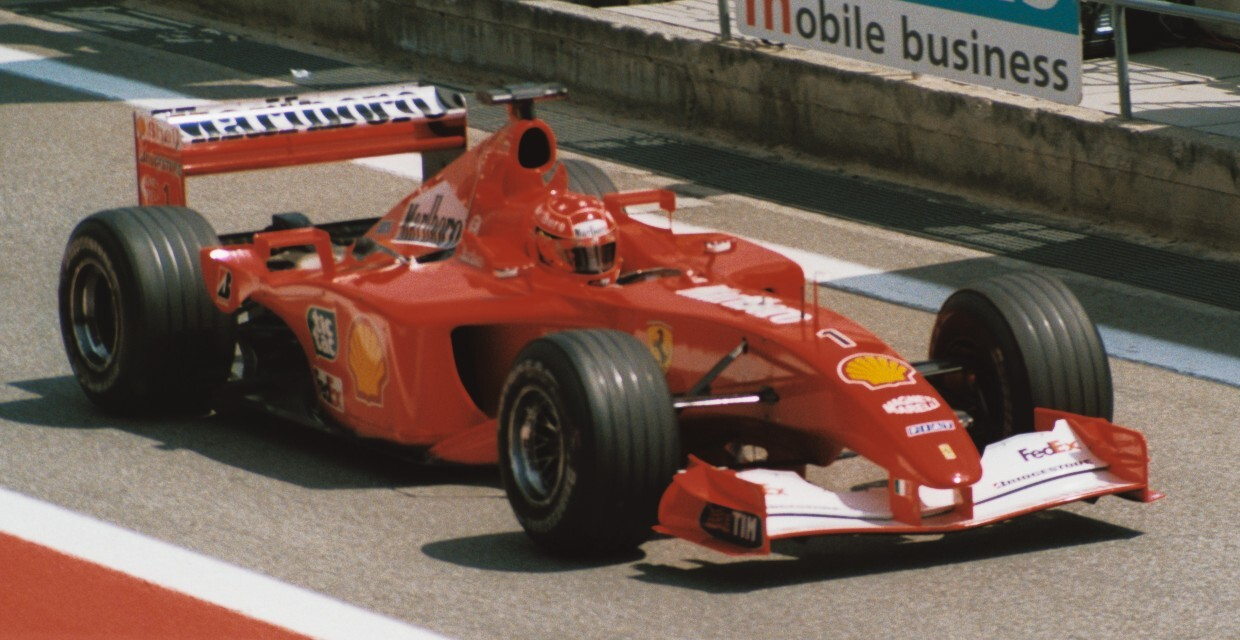
Michael Schumacher obtuvo su cuarto campeonato del mundo con una victoria en el Gran Premio de Hungría.

Michael Schumacher dio otro paso para ganar el título con la pole en el Gran Premio de Hungría, por delante de Coulthard y Barrichello. Schumacher conservó la primera posición en la salida, pero Coulthard fue superado por Barrichello. Schumacher se alejó, mientras que Barrichello mantenía a raya a Coulthard. Coulthard superó a Barrichello en la primera tanda de paradas, en tanto el brasileño hizo lo propio en la segunda tanda. Schumacher ganó la carrera y el campeonato, y con Barrichello, Ferrari hizo un 1-2 que le dio a Ferrari el campeonato de constructores. Un decepcionado Coulthard terminó tercero.
Los Williams de Montoya y Ralf Schumacher clasificaron primero y segundo en el Gran Premio de Bélgica, pero que pronto se quedaron en nada. Ralf fue superado rápidamente por el campeón del mundo Michael Schumacher en la primera curva. Después de un par de vueltas, hubo una colisión entre Eddie Irvine y el piloto de Prost, Luciano Burti, y este fue expulsado de la pista hacia las barreras de contención de neumáticos. La carrera se detuvo, y Burti fue llevado al hospital para ser atendido por sus heridas. Las lesiones no eran graves, y el piloto brasileño nunca volvió a competir en la Fórmula 1. Una nueva carrera, acortada a 36 vueltas se inició, y el top 3 de la nueva parrilla eran: Michael Schumacher, Ralf Schumacher y Barrichello. El coche de Ralf estaba en su posición de reinicio cuando comenzó la vuelta de calentamiento, y él también tuvo que empezar en la parte posterior. Schumacher seguía primero en el relanzamiento, y se alejó, mientras que Barrichello perdió su posición frente al piloto de Benetton, Giancarlo Fisichella. Barrichello perdió más tiempo pasando por encima de un piano en la chicana "Bus Stop", dañando el alerón delantero, y una vuelta entera antes de parar para cambiar el ala. Esto dejó a los dos McLaren detrás de Fisichella. Coulthard fue capaz de superarlo a 10 vueltas del final. Schumacher tuvo la 52.ª victoria de su carrera, rompiendo el récord de mayor número de victorias de Alain Prost, con Coulthard y un magnífico Fisichella completando el podio.
La próxima ronda se llevaba a cabo en Italia, la cual era la primera carrera después de los ataques del 11 de septiembre, y antes de la carrera, Michael Schumacher quería que todos los conductores conducieran en la primera curva a una velocidad similar a la que se corre con el coche de seguridad, debido al 11 de septiembre y a un terrible accidente en la CART el día anterior en el que el expiloto de Fórmula 1, Alex Zanardi, sufrió lesiones graves, pero esta idea no se llevó a cabo porque Villeneuve y el jefe de Benetton, Flavio Briatore no lo aceptan. El equipo Ferrari corrió con una punta de color negro en la nariz del coche, en señal de respeto para las víctimas del 11 de septiembre. Montoya logró la pole, por delante de Barrichello y Schumacher. Los tres primeros mantuvieron sus posiciones en la salida, pero pronto Montoya fue superado por Barrichello en las paradas. Montoya y Barrichello lucharon con diferentes estrategias y Montoya llegó a la punta después de que Barrichello sufriera problemas durante su primera parada, que le costó 7 segundos. Un Montoya feliz logró la primera victoria de su carrera, con Barrichello y Ralf segundo y tercero.
El Gran Premio de los Estados Unidos fue el anfitrión de la penúltima ronda, y Schumacher logró la pole por delante de su hermano y de Montoya. Schumacher condujo a la primera curva, mientras que Ralf perdió posiciones tanto con Montoya como con Barrichello. Una estrategia de dos paradas de Barrichello le permitió tomar la punta, y se detuvo en boxes. Montoya pasó a Schumacher antes de la ronda de paradas, pero se retiró dos vueltas después de su parada cuando su motor falló. Con todos los pilotos con una sola parada, Barrichello estaba liderando por delante de Häkkinen, Schumacher y Coulthard. Barrichello se reincorporó segundo detrás de Häkkinen después de su parada y comenzó a acercarse hasta que su motor falló en la penúltima vuelta. Häkkinen logró una magnífica victoria (que resultó ser la última), y el abandono de Barrichello dejó a Schumacher y a Coulthard segundo y tercero.
Al entrar en la última carrera, así estaba el campeonato: Schumacher era campeón con 113, Coulthard segundo con 61, Barrichello, tercero con 54, Ralf cuarto con 48, Häkkinen quinto con 34 y Montoya sexto con 25. En el Mundial de Constructores, Ferrari era campeón con 167, McLaren con 95 se aseguraron el segundo lugar, y Williams con 73 se aseguraron el tercero.
La última carrera fue en Japón, y Schumacher logró la pole de nuevo, por delante de Montoya y Ralf. Los tres primeros mantuvieron sus lugares en la primera curva, a pesar de que Ralf no tardó en ser superado por un Barrichello con una estrategia de tres paradas. Barrichello no pudo pasar a Montoya, y esto arruinó su estrategia. Ralf fue sancionado por una penalización de 10 segundos por cortar la chicana en la última curva con demasiada frecuencia. Esto dejó a Häkkinen en el tercer lugar en su última carrera en la Fórmula 1, pero cedió la posición con su compañero Coulthard, como muestra de agradecimiento a todo el apoyo que Coulthard le dio durante las temporadas anteriores. Schumacher coronó la temporada con una victoria por delante de Montoya y Coulthard. Häkkinen fue cuarto en su última carrera, por delante de Barrichello y Ralf.
Al final de la temporada, Schumacher era el campeón dominante con 123 puntos. Coulthard con 65 puntos, obtuvo un distante segundo lugar, 58 puntos por detrás. Barrichello fue tercero con 56, cuarto con 49 Ralf, Häkkinen quinto con 37 y Montoya sexto con 31. Esto significaba que Schumacher había recogido la misma cantidad de puntos que el segundo y el tercero juntos. En el Mundial de Constructores, Ferrari se proclamó campeón con 179 puntos, 77 puntos por delante del segundo clasificado, McLaren con 102. Williams fue tercero con 80 puntos.

## Escuderías y pilotos
| Escudería                    | Chasis   | Chasis | Motor                   | Neu. | N.º        | Pilotos               | Rondas    |
| ---------------------------- | -------- | ------ | ----------------------- | ---- | ---------- | --------------------- | --------- |
| Scuderia Ferrari Marlboro    | Ferrari  | F2001  | Ferrari 050 3.0 V10     | B    | 1          | Michael Schumacher    | Todas     |
| Scuderia Ferrari Marlboro    | Ferrari  | F2001  | Ferrari 050 3.0 V10     | B    | 2          | Rubens Barrichello    | Todas     |
| West McLaren Mercedes        | McLaren  | MP4-16 | Mercedes FO110K 3.0 V10 | B    | 3          | Mika Häkkinen         | Todas     |
| West McLaren Mercedes        | McLaren  | MP4-16 | Mercedes FO110K 3.0 V10 | B    | 4          | David Coulthard       | Todas     |
| BMW Williams F1 Team         | Williams | FW23   | BMW P80 3.0 V10         | M    | 5          | Ralf Schumacher       | Todas     |
| BMW Williams F1 Team         | Williams | FW23   | BMW P80 3.0 V10         | M    | 6          | Juan Pablo Montoya    | Todas     |
| Mild Seven Benetton Renault  | Benetton | B201   | Renault RS21 3.0 V10    | M    | 7          | Giancarlo Fisichella  | Todas     |
| Mild Seven Benetton Renault  | Benetton | B201   | Renault RS21 3.0 V10    | M    | 8          | Jenson Button         | Todas     |
| Lucky Strike BAR Honda       | BAR      | 003    | Honda RA001E 3.0 V10    | B    | 9          | Olivier Panis         | Todas     |
| Lucky Strike BAR Honda       | BAR      | 003    | Honda RA001E 3.0 V10    | B    | 10         | Jacques Villeneuve    | Todas     |
| Benson & Hedges Jordan Honda | Jordan   | EJ11   | Honda RA001E 3.0 V10    | B    | 11         | Heinz-Harald Frentzen | 1-7, 9-11 |
| Benson & Hedges Jordan Honda | Jordan   | EJ11   | Honda RA001E 3.0 V10    | B    | 11         | Ricardo Zonta         | 8, 12     |
| Benson & Hedges Jordan Honda | Jordan   | EJ11   | Honda RA001E 3.0 V10    | B    | 11         | Jarno Trulli          | 13-17     |
| Benson & Hedges Jordan Honda | Jordan   | EJ11   | Honda RA001E 3.0 V10    | B    | 11         | Jarno Trulli          | 1-12      |
| Benson & Hedges Jordan Honda | Jordan   | EJ11   | Honda RA001E 3.0 V10    | B    | 12         | Jarno Trulli          |           |
| Benson & Hedges Jordan Honda | Jordan   | EJ11   | Honda RA001E 3.0 V10    | B    | Jean Alesi | 13-17                 |           |
| Orange Arrows Asiatech       | Arrows   | A22    | Asiatech 001 3.0 V10    | B    | 14         | Jos Verstappen        | Todas     |
| Orange Arrows Asiatech       | Arrows   | A22    | Asiatech 001 3.0 V10    | B    | 15         | Enrique Bernoldi      | Todas     |
| Red Bull Sauber Petronas     | Sauber   | C20    | Petronas 01A 3.0 V10    | B    | 16         | Nick Heidfeld         | Todas     |
| Red Bull Sauber Petronas     | Sauber   | C20    | Petronas 01A 3.0 V10    | B    | 17         | Kimi Räikkönen        | Todas     |
| Jaguar Racing                | Jaguar   | R2     | Cosworth CR-3 3.0 V10   | M    | 18         | Eddie Irvine          | Todas     |
| Jaguar Racing                | Jaguar   | R2     | Cosworth CR-3 3.0 V10   | M    | 19         | Luciano Burti         | 1-4       |
| Jaguar Racing                | Jaguar   | R2     | Cosworth CR-3 3.0 V10   | M    | 19         | Pedro de la Rosa      | 5-17      |
| European Minardi F1          | Minardi  | PS01   | European 3.0 V10        | M    | 20         | Tarso Marques         | 1-14      |
| European Minardi F1          | Minardi  | PS01   | European 3.0 V10        | M    | 20         | Alex Yoong            | 15-17     |
| European Minardi F1          | Minardi  | PS01   | European 3.0 V10        | M    | 21         | Fernando Alonso       | Todas     |
| Prost Acer                   | Prost    | AP04   | Acer 01A 3.0 V10        | M    | 22         | Jean Alesi            | 1-12      |
| Prost Acer                   | Prost    | AP04   | Acer 01A 3.0 V10        | M    | 22         | Heinz-Harald Frentzen | 13-17     |
| Prost Acer                   | Prost    | AP04   | Acer 01A 3.0 V10        | M    | 23         | Gastón Mazzacane      | 1-4       |
| Prost Acer                   | Prost    | AP04   | Acer 01A 3.0 V10        | M    | 23         | Luciano Burti         | 5-14      |
| Prost Acer                   | Prost    | AP04   | Acer 01A 3.0 V10        | M    | 23         | Tomáš Enge            | 15-17     |

### Cambios de pilotos
- La Scuderia Ferrari Marlboro mantuvo su alineación titular, con el campeón Michael Schumacher y su escudero Rubens Barrichello.
- La escudería West McLaren Mercedes por quinto año consecutivo apostó por el dúo conformado por Mika Häkkinen y David Coulthard.
- BMW Williams F1 Team volvió a modificar su alineación, reteniendo al alemán Ralf Schumacher, y como nueva incorporación al colombiano Juan Pablo Montoya.
- Tras cuatro años de ausencia como proveedor de motores, el fabricante francés Renault retornó a la categoría nuevamente como proveedor de Benetton. Con respecto a la alineación, la escudería contó con Giancarlo Fisichella y Jenson Button, proveniente de Williams.
- Lucky Strike BAR Honda también modificó parcialmente su plantilla al anunciar la incorporación del francés Olivier Panis en reemplazo del brasileño Ricardo Zonta, mientras que el canadiense Jacques Villeneuve fue ratificado en su posición. Panis retornó a la categoría tras participar en 1999.
- Benson & Hedges Jordan continuó trabajando junto al proveedor Mugen-Honda. Mientras que la plantilla de pilotos, fue una de las dos escuderías que más veces la modificó, ratificando inicialmente al alemán Heinz-Harald Frentzen y al italiano Jarno Trulli, además de sumar al brasileño Ricardo Zonta como piloto de reserva, sustituyendo a Frentzen en los GGPP de Canadá y Alemania. Sin embargo, tras este último Gran Premio, fue incorporado el francés Jean Alesi (proveniente de Prost) en reemplazo definitivo de Frentzen e intercambiando su dorsal con su compañero Trulli.
- La escudería Orange Arrows Asiatech presentó novedades en cuanto a su alineación al anunciar la contratación del brasileño Enrique Bernoldi. En tanto que el neerlandés Jos Verstappen renovó por una temporada más. Debido a esto, Pedro de la Rosa emigró a Jauguar donde inicialmente ofició como piloto de pruebas, para luego ser titular en reemplazo de Luciano Burti.
- Red Bull Sauber Petronas anunció la renovación total de su alineación, con la incorporación del alemán Nick Heidfeld (proveniente de Prost) y el debut del finlandés Kimi Räikkönen, quienes reemplazaron al brasileño Pedro Diniz y al también finlandés Mika Salo.
- La escudería HSBC Jaguar Racing inicialmente contó con los pilotos Eddie Irvine y Luciano Burti, quien sustituyó a Johnny Herbert. Por otra parte, anunció la contratación del español Pedro de la Rosa como piloto de pruebas. Sin embargo, a partir de la quinta ronda, De la Rosa pasó a ocupar el lugar de Burti, quien fue convocado para competir en Prost por su compatriota Pedro Diniz, nuevo accionista y socio de Alain Prost.
- La escudería Minardi F1 Team fue adquirida por el magnate australiano de la aviación Paul Stoddart, quien renombró la escudería como «European Minardi F1». Este empresario a su vez, modificó la plantilla de pilotos al anunciar las contrataciones de Tarso Marques (quien se desempeñaba como piloto de pruebas del equipo) y el debutante español Fernando Alonso. Sin embargo, tras la ronda 14, Marques fue sustituido por el malayo Alex Yoong, quien de esta forma debutó en la categoría.
- La escudería Acer Prost Grand Prix fue la escudería que más cambios tuvo en su plantilla durante el transcurso de la temporada. La primera novedad llegó en la faz mecánica, ya que tras tres años prescindió de los servicios de Peugeot como proveedor de motores, ante el anuncio de este último de su retiro de la F1. En su reemplazo fueron implementados motores Ferrari, los cuales fueron bautizados con el nombre del fabricante taiwanés de computadoras Acer, nuevo patrocinante del equipo. Al mismo tiempo, la alineación inicialmente era conformada por Jean Alesi y el argentino Gastón Mazzacane (proveniente de Minardi) para competir al comando de los coches número 22 y 23. Sin embargo, tras el GP de San Marino, Mazzacane fue despedido del equipo siendo reemplazado por el brasileño Luciano Burti, traído desde Jaguar, en los mandos del coche número 23. Sin embargo, tras haber sufrido un grave accidente en la ronda 14, Burti anunció su retiro de la categoría siendo sustituido por el checo Tomáš Enge, quien cerró el año para el equipo. Por el lado Alesi, este piloto compitió hasta la fecha 12 abandonando la estructura ante los malos resultados obtenidos y emigrando a la escudería Jordan Grand Prix tras la salida de Heinz-Harald Frentzen. Su lugar en el coche número 22 fue ocupado justamente por el piloto alemán, quien fue convocado para cerrar la última temporada de este equipo en el campeonato.

## Calendario
| N.º | Carrera                       | Fecha            | Circuito          | Piloto ganador     | Equipo ganador   | Resultados |
| --- | ----------------------------- | ---------------- | ----------------- | ------------------ | ---------------- | ---------- |
| 1   | Gran Premio de Australia      | 4 de marzo       | Melbourne         | Michael Schumacher | Ferrari          | Resultados |
| 2   | Gran Premio de Malasia        | 18 de marzo      | Sepang            | Michael Schumacher | Ferrari          | Resultados |
| 3   | Gran Premio de Brasil         | 1 de abril       | Interlagos        | David Coulthard    | McLaren-Mercedes | Resultados |
| 4   | Gran Premio de San Marino     | 15 de abril      | Imola             | Ralf Schumacher    | Williams-BMW     | Resultados |
| 5   | Gran Premio de España         | 29 de abril      | Cataluña          | Michael Schumacher | Ferrari          | Resultados |
| 6   | Gran Premio de Austria        | 13 de mayo       | A1-Ring           | David Coulthard    | McLaren-Mercedes | Resultados |
| 7   | Gran Premio de Mónaco         | 27 de mayo       | Mónaco            | Michael Schumacher | Ferrari          | Resultados |
| 8   | Gran Premio de Canadá         | 10 de junio      | Gilles Villeneuve | Ralf Schumacher    | Williams-BMW     | Resultados |
| 9   | Gran Premio de Europa         | 24 de junio      | Nürburgring       | Michael Schumacher | Ferrari          | Resultados |
| 10  | Gran Premio de Francia        | 1 de julio       | Magny-Cours       | Michael Schumacher | Ferrari          | Resultados |
| 11  | Gran Premio de Gran Bretaña   | 15 de julio      | Silverstone       | Mika Häkkinen      | McLaren-Mercedes | Resultados |
| 12  | Gran Premio de Alemania       | 29 de julio      | Hockenheimring    | Ralf Schumacher    | Williams-BMW     | Resultados |
| 13  | Gran Premio de Hungría        | 19 de agosto     | Hungaroring       | Michael Schumacher | Ferrari          | Resultados |
| 14  | Gran Premio de Bélgica        | 2 de septiembre  | Spa-Francorchamps | Michael Schumacher | Ferrari          | Resultados |
| 15  | Gran Premio de Italia         | 16 de septiembre | Monza             | Juan Pablo Montoya | Williams-BMW     | Resultados |
| 16  | Gran Premio de Estados Unidos | 30 de septiembre | Indianápolis      | Mika Häkkinen      | McLaren-Mercedes | Resultados |
| 17  | Gran Premio de Japón          | 14 de octubre    | Suzuka            | Michael Schumacher | Ferrari          | Resultados |

## Clasificaciones
Fuente:

### Puntuaciones
| Posición | 1.º | 2.º | 3.º | 4.º | 5.º | 6.º |
| Puntos   | 10  | 6   | 4   | 3   | 2   | 1   |

### Campeonato de Pilotos
| Pos. | Piloto                | AUS | MYS | BRA | SMR | ESP | AUT | MON | CAN | EUR | FRA | GBR | GER | HUN | BEL | ITA | USA | JPN | Puntos |
| ---- | --------------------- | --- | --- | --- | --- | --- | --- | --- | --- | --- | --- | --- | --- | --- | --- | --- | --- | --- | ------ |
| 1    | Michael Schumacher    | 1   | 1   | 2   | Ret | 1   | 2   | 1   | 2   | 1   | 1   | 2   | Ret | 1   | 1   | 4   | 2   | 1   | 123    |
| 2    | David Coulthard       | 2   | 3   | 1   | 2   | 5   | 1   | 5   | Ret | 3   | 4   | Ret | Ret | 3   | 2   | Ret | 3   | 3   | 65     |
| 3    | Rubens Barrichello    | 3   | 2   | Ret | 3   | Ret | 3   | 2   | Ret | 5   | 3   | 3   | 2   | 2   | 5   | 2   | 15  | 5   | 56     |
| 4    | Ralf Schumacher       | Ret | 5   | Ret | 1   | Ret | Ret | Ret | 1   | 4   | 2   | Ret | 1   | 4   | 7   | 3   | Ret | 6   | 49     |
| 5    | Mika Häkkinen         | Ret | 6   | Ret | 4   | 9   | Ret | Ret | 3   | 6   | DNS | 1   | Ret | 5   | 4   | Ret | 1   | 4   | 37     |
| 6    | Juan Pablo Montoya    | Ret | Ret | Ret | Ret | 2   | Ret | Ret | Ret | 2   | Ret | 4   | Ret | 8   | Ret | 1   | Ret | 2   | 31     |
| 7    | Jacques Villeneuve    | Ret | Ret | 7   | Ret | 3   | 8   | 4   | Ret | 9   | Ret | 8   | 3   | 9   | 8   | 6   | Ret | 10  | 12     |
| 8    | Nick Heidfeld         | 4   | Ret | 3   | 7   | 6   | 9   | Ret | Ret | Ret | 6   | 6   | Ret | 6   | Ret | 11  | 6   | 9   | 12     |
| 9    | Jarno Trulli          | Ret | 8   | 5   | 5   | 4   | DSQ | Ret | 11  | Ret | 5   | Ret | Ret | Ret | Ret | Ret | 4   | 8   | 12     |
| 10   | Kimi Räikkönen        | 6   | Ret | Ret | Ret | 8   | 4   | 10  | 4   | 10  | 7   | 5   | Ret | 7   | Ret | 7   | Ret | Ret | 9      |
| 11   | Giancarlo Fisichella  | 13  | Ret | 6   | Ret | 14  | Ret | Ret | Ret | 11  | 11  | 13  | 4   | Ret | 3   | 10  | 8   | Ret | 8      |
| 12   | Eddie Irvine          | 10  | Ret | Ret | Ret | Ret | 7   | 3   | Ret | 7   | Ret | 9   | Ret | Ret | Ret | Ret | 5   | Ret | 6      |
| 13   | Heinz-Harald Frentzen | 5   | 4   | 11  | 6   | Ret | Ret | Ret |     | Ret | 8   | 7   |     | Ret | 9   | Ret | 10  | 12  | 6      |
| 14   | Olivier Panis         | 7   | Ret | 4   | 8   | 7   | 5   | Ret | Ret | Ret | 9   | Ret | 7   | Ret | 11  | 9   | 11  | 13  | 5      |
| 15   | Jean Alesi            | 9   | 9   | 8   | 9   | 10  | 10  | 6   | 5   | 15  | 12  | 11  | 6   | 10  | 6   | 8   | 7   | Ret | 5      |
| 16   | Pedro de la Rosa      |     |     |     |     | Ret | Ret | Ret | 6   | 8   | 14  | 12  | Ret | 11  | Ret | 5   | 12  | Ret | 3      |
| 17   | Jenson Button         | 14  | 11  | 10  | 12  | 15  | Ret | 7   | Ret | 13  | 16  | 15  | 5   | Ret | Ret | Ret | 9   | 7   | 2      |
| 18   | Jos Verstappen        | 11  | 7   | Ret | Ret | 12  | 6   | 8   | 10  | Ret | 13  | 10  | 9   | 12  | 10  | Ret | Ret | 14  | 1      |
| 19   | Ricardo Zonta         |     |     |     |     |     |     |     | 7   |     |     |     | Ret |     |     |     |     |     | 0      |
| 20   | Luciano Burti         | 8   | 10  | Ret | 11  | 11  | 11  | Ret | 8   | 12  | 10  | Ret | Ret | Ret | Ret |     |     |     | 0      |
| 21   | Enrique Bernoldi      | Ret | Ret | Ret | 10  | Ret | Ret | 9   | Ret | Ret | Ret | 14  | 8   | Ret | 12  | Ret | 13  | 15  | 0      |
| 22   | Tarso Marques         | Ret | 14  | 9   | Ret | 16  | Ret | Ret | 9   | Ret | 15  | DNQ | Ret | Ret | 13  |     |     |     | 0      |
| 23   | Fernando Alonso       | 12  | 13  | Ret | Ret | 13  | Ret | Ret | Ret | 14  | 17  | 16  | 10  | Ret | Ret | 13  | Ret | 11  | 0      |
| 24   | Tomáš Enge            |     |     |     |     |     |     |     |     |     |     |     |     |     |     | 12  | 14  | Ret | 0      |
| 25   | Gastón Mazzacane      | Ret | 12  | Ret | Ret |     |     |     |     |     |     |     |     |     |     |     |     |     | 0      |
| 26   | Alex Yoong            |     |     |     |     |     |     |     |     |     |     |     |     |     |     | Ret | Ret | 16  | 0      |
| Pos. | Piloto                | AUS | MYS | BRA | SMR | ESP | AUT | MON | CAN | EUR | FRA | GBR | GER | HUN | BEL | ITA | USA | JPN | Puntos |

| Color      | Resultado                          |
| ---------- | ---------------------------------- |
| Oro        | Ganador                            |
| Plata      | 2.º puesto                         |
| Bronce     | 3.er puesto                        |
| Verde      | Finalizó en los puntos             |
| Azul       | Finalizó sin puntos                |
| Azul       | NC - No clasificado                |
| Violeta    | Ret - No terminó                   |
| Rojo       | DNQ - No se clasificó              |
| Rojo       | DNPQ - No se preclasificó          |
| Negro      | DSQ - Descalificado                |
| Blanco     | DNS - No empezó                    |
| Blanco     | WD - Retirado                      |
| Blanco     | C - Carrera cancelada              |
| Azul claro | TD - Entrenamientos libres (2003-) |
| Sin color  | DNP - Inscrito, pero no participó  |
| Sin color  | INJ - Inscrito, pero lesionado     |
| Sin color  | EX - Excluido                      |

| Estado  | Resultado                                                                             |
| ------- | ------------------------------------------------------------------------------------- |
| Negrita | Pole position                                                                         |
| Cursiva | Vuelta rápida                                                                         |
| 1-8     | Posiciones puntuables de clasificación sprint (2021-)                                 |
| †       | No acabó el Gran Premio, pero fue clasificado ya que completó el porcentaje necesario |
| ‡       | Monoplaza compartido                                                                  |
| ~       | Se otorgó la mitad de puntos ya que no se cumplió con el 75% de la carrera            |
| ≠       | No obtuvo puntos ya que era piloto invitado                                           |
| F2      | Inscrito para carrera de Fórmula 2, no sumaba puntos                                  |

### Estadísticas del Campeonato de Pilotos
| Pos. | Piloto                | N.º | Puntos | Victorias | Podios | Poles |
| ---- | --------------------- | --- | ------ | --------- | ------ | ----- |
| 1    | Michael Schumacher    | 1   | 123    | 9         | 14     | 11    |
| 2    | David Coulthard       | 4   | 65     | 2         | 10     | 2     |
| 3    | Rubens Barrichello    | 2   | 56     |           | 10     |       |
| 4    | Ralf Schumacher       | 5   | 49     | 3         | 5      | 1     |
| 5    | Mika Häkkinen         | 3   | 37     | 2         | 3      |       |
| 6    | Juan Pablo Montoya    | 6   | 31     | 1         | 4      | 3     |
| 7    | Jacques Villeneuve    | 10  | 12     |           | 2      |       |
| 8    | Nick Heidfeld         | 16  | 12     |           | 1      |       |
| 9    | Jarno Trulli          | 12  | 12     |           |        |       |
| 10   | Kimi Räikkönen        | 17  | 9      |           |        |       |
| 11   | Giancarlo Fisichella  | 7   | 8      |           | 1      |       |
| 12   | Heinz-Harald Frentzen | 11  | 6      |           |        |       |
| 13   | Eddie Irvine          | 18  | 6      |           | 1      |       |
| 14   | Jean Alesi            | 12  | 5      |           |        |       |
| 15   | Olivier Panis         | 9   | 5      |           |        |       |
| 16   | Pedro de la Rosa      | 19  | 3      |           |        |       |
| 17   | Jenson Button         | 8   | 2      |           |        |       |
| 18   | Jos Verstappen        | 14  | 1      |           |        |       |
| 19   | Ricardo Zonta         | 11  |        |           |        |       |
| 20   | Luciano Burti         | 23  |        |           |        |       |
| 21   | Enrique Bernoldi      | 15  |        |           |        |       |
| 22   | Tarso Marques         | 20  |        |           |        |       |
| 23   | Fernando Alonso       | 21  |        |           |        |       |
| 24   | Gastón Mazzacane      | 23  |        |           |        |       |
| 25   | Tomáš Enge            | 23  |        |           |        |       |
| 26   | Alex Yoong            | 20  |        |           |        |       |

### Campeonato de Constructores
| Pos. | Constructor      | N.º | AUS | MYS | BRA | SMR | ESP | AUT | MON | CAN | EUR | FRA | GBR | GER | HUN | BEL | ITA | USA | JPN | Puntos |
| ---- | ---------------- | --- | --- | --- | --- | --- | --- | --- | --- | --- | --- | --- | --- | --- | --- | --- | --- | --- | --- | ------ |
| 1    | Ferrari          | 1   | 1   | 1   | 2   | Ret | 1   | 2   | 1   | 2   | 1   | 1   | 2   | Ret | 1   | 1   | 4   | 2   | 1   | 179    |
| 1    | Ferrari          | 2   | 3   | 2   | Ret | 3   | Ret | 3   | 2   | Ret | 5   | 3   | 3   | 2   | 2   | 5   | 2   | 15  | 5   | 179    |
| 2    | McLaren-Mercedes | 3   | Ret | 6   | Ret | 4   | 9   | Ret | Ret | 3   | 6   | DNS | 1   | Ret | 5   | 4   | Ret | 1   | 4   | 102    |
| 2    | McLaren-Mercedes | 4   | 2   | 3   | 1   | 2   | 5   | 1   | 5   | Ret | 3   | 4   | Ret | Ret | 3   | 2   | Ret | 3   | 3   | 102    |
| 3    | Williams-BMW     | 5   | Ret | 5   | Ret | 1   | Ret | Ret | Ret | 1   | 4   | 2   | Ret | 1   | 4   | 7   | 3   | Ret | 6   | 80     |
| 3    | Williams-BMW     | 6   | Ret | Ret | Ret | Ret | 2   | Ret | Ret | Ret | 2   | Ret | 4   | Ret | 8   | Ret | 1   | Ret | 2   | 80     |
| 4    | Sauber-Petronas  | 16  | 4   | Ret | 3   | 7   | 6   | 9   | Ret | Ret | Ret | 6   | 6   | Ret | 6   | Ret | 11  | 6   | 9   | 21     |
| 4    | Sauber-Petronas  | 17  | 6   | Ret | Ret | Ret | 8   | 4   | 10  | 4   | 10  | 7   | 5   | Ret | 7   | Ret | 7   | Ret | Ret | 21     |
| 5    | Jordan-Honda     | 11  | 5   | 4   | 11  | 6   | Ret | Ret | Ret | 7   | Ret | 8   | 7   | Ret | Ret | Ret | Ret | 4   | 8   | 19     |
| 5    | Jordan-Honda     | 12  | Ret | 8   | 5   | 5   | 4   | DSQ | Ret | 11  | Ret | 5   | Ret | Ret | 10  | 6   | 8   | 7   | Ret | 19     |
| 6    | BAR-Honda        | 9   | 7   | Ret | 4   | 8   | 7   | 5   | Ret | Ret | Ret | 9   | Ret | 7   | Ret | 11  | 9   | 11  | 13  | 17     |
| 6    | BAR-Honda        | 10  | Ret | Ret | 7   | Ret | 3   | 8   | 4   | Ret | 9   | Ret | 8   | 3   | 9   | 8   | 6   | Ret | 10  | 17     |
| 7    | Benetton-Renault | 7   | 13  | Ret | 6   | Ret | 14  | Ret | Ret | Ret | 11  | 11  | 13  | 4   | Ret | 3   | 10  | 8   | 17  | 10     |
| 7    | Benetton-Renault | 8   | 14  | 11  | 10  | 12  | 15  | Ret | 7   | Ret | 13  | 16  | 15  | 5   | Ret | Ret | Ret | 9   | 7   | 10     |
| 8    | Jaguar-Cosworth  | 18  | 10  | Ret | Ret | Ret | Ret | 7   | 3   | Ret | 7   | Ret | 9   | Ret | Ret | Ret | Ret | 5   | Ret | 9      |
| 8    | Jaguar-Cosworth  | 19  | 8   | 10  | Ret | 11  | Ret | Ret | Ret | 6   | 8   | 14  | 12  | Ret | 11  | Ret | 5   | 12  | Ret | 9      |
| 9    | Prost-Acer       | 22  | 9   | 9   | 8   | 9   | 10  | 10  | 6   | 5   | 15  | 12  | 11  | 6   | Ret | 9   | Ret | 10  | 12  | 4      |
| 9    | Prost-Acer       | 23  | Ret | 12  | Ret | Ret | 11  | 11  | Ret | 8   | 12  | 10  | Ret | Ret | Ret | Ret | 12  | 14  | Ret | 4      |
| 10   | Arrows-Asiatech  | 14  | 11  | 7   | Ret | Ret | 12  | 6   | 8   | 10  | Ret | 13  | 10  | 9   | 12  | 10  | Ret | Ret | 14  | 1      |
| 10   | Arrows-Asiatech  | 15  | Ret | Ret | Ret | 10  | Ret | Ret | 9   | Ret | Ret | Ret | 14  | 8   | Ret | 12  | Ret | 13  | 15  | 1      |
| 11   | Minardi-European | 20  | Ret | 14  | 9   | Ret | 16  | Ret | Ret | 9   | Ret | 15  | DNQ | Ret | Ret | 13  | Ret | Ret | 16  | 0      |
| 11   | Minardi-European | 21  | 12  | 13  | Ret | Ret | 13  | Ret | Ret | Ret | 14  | 17  | 16  | 10  | Ret | Ret | 13  | Ret | 11  | 0      |
| Pos. | Constructor      | N.º | AUS | MYS | BRA | SMR | ESP | AUT | MON | CAN | EUR | FRA | GBR | GER | HUN | BEL | ITA | USA | JPN | Puntos |

| Color      | Resultado                          |
| ---------- | ---------------------------------- |
| Oro        | Ganador                            |
| Plata      | 2.º puesto                         |
| Bronce     | 3.er puesto                        |
| Verde      | Finalizó en los puntos             |
| Azul       | Finalizó sin puntos                |
| Azul       | NC - No clasificado                |
| Violeta    | Ret - No terminó                   |
| Rojo       | DNQ - No se clasificó              |
| Rojo       | DNPQ - No se preclasificó          |
| Negro      | DSQ - Descalificado                |
| Blanco     | DNS - No empezó                    |
| Blanco     | WD - Retirado                      |
| Blanco     | C - Carrera cancelada              |
| Azul claro | TD - Entrenamientos libres (2003-) |
| Sin color  | DNP - Inscrito, pero no participó  |
| Sin color  | INJ - Inscrito, pero lesionado     |
| Sin color  | EX - Excluido                      |

| Estado  | Resultado                                                                             |
| ------- | ------------------------------------------------------------------------------------- |
| Negrita | Pole position                                                                         |
| Cursiva | Vuelta rápida                                                                         |
| 1-8     | Posiciones puntuables de clasificación sprint (2021-)                                 |
| †       | No acabó el Gran Premio, pero fue clasificado ya que completó el porcentaje necesario |
| ‡       | Monoplaza compartido                                                                  |
| ~       | Se otorgó la mitad de puntos ya que no se cumplió con el 75% de la carrera            |
| ≠       | No obtuvo puntos ya que era piloto invitado                                           |
| F2      | Inscrito para carrera de Fórmula 2, no sumaba puntos                                  |

### Estadísticas del Campeonato de Constructores
| Pos. | Equipo   | Chasis | Motor    | Neu. | Puntos | Victorias | Podios | Poles |
| ---- | -------- | ------ | -------- | ---- | ------ | --------- | ------ | ----- |
| 1    | Ferrari  | F2001  | Ferrari  | B    | 179    | 9         | 24     | 11    |
| 2    | McLaren  | MP4-16 | Mercedes | B    | 102    | 4         | 13     | 2     |
| 3    | Williams | FW23   | BMW      | M    | 80     | 4         | 9      | 4     |
| 4    | Sauber   | C20    | Petronas | B    | 21     |           | 1      |       |
| 5    | Jordan   | EJ11   | Honda    | B    | 19     |           |        |       |
| 6    | BAR      | 003    | Honda    | B    | 17     |           | 2      |       |
| 7    | Benetton | B201   | Renault  | M    | 10     |           | 1      |       |
| 8    | Jaguar   | R2     | Cosworth | M    | 9      |           | 1      |       |
| 9    | Prost    | AP04   | Acer     | M    | 4      |           |        |       |
| 10   | Arrows   | A22    | Asiatech | M    | 1      |           |        |       |
| 11   | Minardi  | PS01   | European | M    |        |           |        |       |